# Биатлон на зимних Олимпийских играх 2014 — эстафета (мужчины)
Соревнования мужчин в биатлонной эстафете 4×7,5 км на зимних Олимпийских играх 2014 года прошли 22 февраля. В соревнованиях приняли участие 19 сборных. Местом проведения гонки стал лыжно-биатлонный комплекс «Лаура». Соревнования начались в 18:30 по местному времени (UTC+4).
Олимпийскими чемпионами 2010 года в данной дисциплине являлись биатлонисты Норвегии. По сравнению с Играми 2010 года в их составе произошла одна замена: вместо завершившего карьеру Халвара Ханевольда выступал 20-летний Йоханнес Тиннес Бё.
Норвежцы лидировали в гонке вплоть до последнего, восьмого огневого рубежа, на котором Эмиль Хегле Свендсен допустил четыре промаха и был вынужден пробежать один штрафной круг, что практически лишило норвежцев шансов на награду. Победу в этой гонке на Олимпийских играх впервые в своей истории одержала сборная России. Евгений Устюгов стал двукратным олимпийским чемпионом, ранее он побеждал в масс-старте на Олимпийских играх 2010 года.
Российские биатлонисты оставались без олимпийских медалей в этой дисциплине только один раз — в 2002 году. Немецкие (ФРГ, ГДР и Германия) биатлонисты выиграли награды в этой дисциплине 11-й раз из 13-ти. Одной из неожиданностей стал провал сборной Франции во главе с Мартеном Фуркадом, которая заняла только 8-е место, несмотря на то, что никто не зашёл на штрафной круг.
После того как Устюгова дисквалифицировали за употребление оксандролона и аннулировали золото Сочи-2014 в эстафете, вместе с ним медалей лишилась вся российская команда (Шипулин, Малышко и Волков). Ожидается официальное решение МОК о перераспределении наград

## Медалисты
| Золото                             | Серебро                                                           | Бронза                                                                        |
| ожидается перераспределение наград | Германия · Эрик Лессер · Даниель Бём · Арнд Пайффер · Симон Шемпп | Австрия · Кристоф Зуман · Даниель Мезотич · Симон Эдер · Доминик Ландертингер |

## Результаты
| Место | Номер | Страна                                                                                  | Время                                     | Стрельба                                | Отставание |
| ----- | ----- | --------------------------------------------------------------------------------------- | ----------------------------------------- | --------------------------------------- | ---------- |
| DSQ   | 4     | Россия · Алексей Волков · Евгений Устюгов · Дмитрий Малышко · Антон Шипулин             | 1:12:15,9 17:19,5 18:15,9 18:04,8 18:35,7 | 0+4 0+4 0+1 0+1 0+1 0+2 0+0 0+1 0+2 0+0 | —          |
| 2     | 1     | Германия · Эрик Лессер · Даниель Бём · Арнд Пайффер · Симон Шемпп                       | 1:12:19,4 17:13,7 18:17,4 17:54,5 18:53,8 | 0+1 0+1 0+0 0+0 0+0 0+1 0+0 0+0 0+1 0+0 | +3,5       |
| 3     | 3     | Австрия · Кристоф Зуман · Даниель Мезотич · Симон Эдер · Доминик Ландертингер           | 1:12:45,7 17:26,7 18:11,4 18:04,1 19:03,5 | 0+4 0+3 0+1 0+0 0+2 0+0 0+0 0+2 0+1 0+1 | +29,8      |
| 4     | 5     | Норвегия · Тарьей Бё · Йоханнес Тиннес Бё · Уле-Эйнар Бьёрндален · Эмиль Хегле Свендсен | 1:13:10,3 17:03,4 18:07,6 18:12,6 19:46,7 | 0+2 1+3 0+0 0+0 0+1 0+0 0+0 0+0 0+1 1+3 | +54,4      |
| 5     | 16    | Италия · Кристиан Де Лоренци · Доминик Виндиш · Маркус Виндиш · Лукас Хофер             | 1:13:15,5 17:36,0 18:01,4 18:54,2 18:43,9 | 0+4 0+7 0+0 0+2 0+2 0+1 0+2 0+2 0+0 0+2 | +59,6      |
| 6     | 9     | Словения · Петер Докл · Яков Фак · Клемен Бауэр · Янез Марич                            | 1:13:43,1 18:04,4 17:33,3 18:03,9 20:01,5 | 0+1 0+4 0+0 0+0 0+1 0+1 0+0 0+3         | +1:27,2    |
| 7     | 12    | Канада · Жан-Филипп Легеллек · Скотт Перрас · Брендан Грин · Натан Смит                 | 1:13:46,2 17:47,2 18:04,3 18:24,4 19:30,3 | 0+4 1+6 0+0 1+3 0+1 0+0 0+1 0+1 0+2 0+2 | +1:30,3    |
| 8     | 6     | Франция · Алексис Бёф · Жан-Гийом Беатрикс · Симон Детьё · Мартен Фуркад                | 1:13:46,4 17:35,4 18:13,0 18:42,9 19:15,1 | 0+3 0+4 0+0 0+0 0+1 0+2 0+0 0+2 0+2 0+0 | +1:30,5    |
| 9     | 10    | Украина · Дмитрий Пидручный · Андрей Дериземля · Артём Прима · Сергей Семёнов           | 1:14:21,1 17:35,4 18:17,4 18:59,9 19:28,4 | 0+6 0+1 0+2 0+0 0+2 0+1 0+1 0+0         | +2:05,2    |
| 10    | 2     | Швеция · Тобиас Арвидсон · Бьёрн Ферри · Фредрик Линдстрём · Карл-Юхан Бергман          | 1:14:32,0 18:02,6 18:18,2 18:52,9 19:18,3 | 0+4 0+1 0+0 0+0 0+3 0+0 0+1 0+1         | +2:16,1    |
| 11    | 7     | Чехия · Михал Крчмарж · Ярослав Соукуп · Томаш Крупчик · Ондржей Моравец                | 1:15:11,9 17:37,1 18:14,8 19:54,3 19:25,7 | 0+3 0+2 0+0 0+0 0+1 0+1 0+2 0+1 0+0 0+0 | +2:56,0    |
| 12    | 11    | Словакия · Павол Гурайт · Томаш Гасилла · Мирослав Матяшко · Матей Казар                | 1:15:23,8 17:33,4 18:37,8 19:21,0 19:51,6 | 0+3 1+6 0+0 0+0 0+0 0+2 0+1 0+1 0+2 1+3 | +3:07,9    |
| 13    | 17    | Беларусь · Сергей Новиков · Владимир Чепелин · Юрий Лядов · Евгений Абраменко           | 1:16:02,3 18:21,3 18:52,2 19:01,8 19:47,0 | 0+1 0+4 0+0 0+1 0+1 0+0 0+0 0+1 0+0 0+2 | +3:46,4    |
| 14    | 8     | Швейцария · Клаудио Бёкли · Иван Йоллер · Серафин Вистнер · Беньямин Вегер              | 1:16:15,8 18:28,3 19:11,6 18:50,0 19:45,9 | 0+3 0+7 0+0 0+3 0+3 0+0 0+1 0+1         | +3:59,9    |
| 15    | 13    | Болгария · Михаил Клечеров · Иван Златев · Владимир Илиев · Красимир Анев               | 1:17:38,4 18:25,9 20:40,4 19:14,9 19:17,2 | 0+3 2+5 0+0 0+1 0+1 2+3 0+2 0+1 0+0 0+0 | +5:22,5    |
| 16    | 18    | США · Лоуэлл Бэйли · Рассел Курье · Шон Доэрти · Лейф Нордгрен                          | 1:17:39,1 17:20,7 20:11,3 19:37,3 20:29,8 | 3+8 0+4 0+0 0+0 3+3 0+2 0+3 0+0 0+2 0+2 | +5:23,2    |
| 17    | 14    | Эстония · Даниил Степченко · Калев Эрмитс · Каури Кыйв · Роланд Лессинг                 | LAP 18:05,5 20:08,4 19:31,2 LAP           | 2+7 1+5 0+1 0+0 0+0 1+3 1+3 0+0 1+3 0+2 |            |
| 18    | 15    | Казахстан · Антон Пантов · Сергей Наумик · Александр Трифонов · Диас Кенешев            | LAP 18:13,3 19:18,0 20:02,4 LAP           | 0+4 0+6 0+0 0+3 0+3 0+1 0+0 0+0 0+1 0+2 |            |
| 19    | 19    | Польша · Кшиштоф Плывачик · Лукаш Щурек · Лукаш Слонина · Рафал Лепель                  | LAP 17:53,7 21:29,1 20:57,5 LAP           | 1+7 1+5 0+0 0+0 1+3 1+3 0+2 0+0 0+2 0+2 |            |